# Cuci (okręg Vâlcea)
Cuci – wieś w Rumunii, w okręgu Vâlcea, w gminie Fârtățești. W 2011 roku liczyła 67 mieszkańców.